# PLOS Computational Biology
 (novembre 2022).
PLOS Computational Biology est une revue scientifique mensuelle à comité de lecture en libre accès qui couvre la biologie computationnelle. Elle a été créée en 2005 et est publiée par Public Library of Science en association avec la International Society for Computational Biology. Le rédacteur en chef fondateur était Philip Bourne (en) (Université de Virginie) et le rédacteur en chef actuel est Ruth Nussinov (Université de Tel Aviv). 

## Format
Le journal publie des articles de recherche originaux et des articles de synthèse. Tous les articles sont en libre accès avec la Licence Creative Commons En 2012 est lancé un format Topic Page qui publie des articles revus par les pairs à la fois dans le journal et sur  Wikipedia, C'était la première publication à faire paraître des travaux de cette façon.

## Voir également
- PLOS Biology